# مانفرد زیلونکا
مانفرد زیلونکا (آلمانی: Manfred Zielonka؛ زادهٔ ۲۴ ژانویهٔ ۱۹۶۰) بوکسور اهل آلمان بود.